# Nella Maria Bonora
Nella Maria Bonora (19 de mayo de 1904 – 3 de agosto de 1990) fue una actriz teatral y cinematográfica, además de actriz de voz, de nacionalidad italiana.

## Biografía
Nacida en Mantua, Italia, tras una veintena de años de experiencia en el escenario (se había iniciado muy joven junto a Amedeo Chiantoni, para actuar seguidamente con la compañía de Febo Mari), fue elegida en 1939 para trabajar en el Ente Italiano per le Audizioni Radiofoniche (EIAR) dirigido por Aldo Silvani, pasando rápidamente a ser una de las intérpretes preferidas de los radioyentes, hasta el extremo de interpretarse a sí misma en el film de 1940 dirigido por Giacomo Gentilomo Ecco la radio!, dedicado a glorificar la radio estatal.

## Doblaje
En los inicios de la década de 1930 empezó a trabajar en el campo del doblaje. Dio voz a Claudette Colbert en It Happened One Night (1935) (junto a Gino Cervi, que doblaba a Clark Gable), y trabajó en Sorelle in armi, Ritrovarsi y Incontro a Parigi. También dobló a Carole Lombard en Ventesimo secolo y My Man Godfrey (1936), a Peggy Shannon en Distruzione del mondo, y a Lily Pons en La ragazza di Parigi.

## Teatro
Prima donna en Roma (a donde la compañía fue llevada en los primeros meses de la Segunda Guerra Mundial, y donde Bonora mereció, por sus interpretaciones, el Microfono d'argento en 1950 junto a Franco Becci), en 1953 pasó, por invitación de Umberto Benedetto, a la compañía teatral   de Radio Florencia.
Durante años vivió entre Roma y Florencia actuando en prestigiosas compañías (la primera de ellas la de Emma Gramatica), para trasladarse posteriormente de manera estable a Florencia, donde continuó hasta sus últimos años impartiendo lecciones de dicción.

## Radio
En la radio, entre otros, fue a finales de la década de 1940 lectora de Poesie d'ogni tempo, y dirigió en 1951 el espacio religioso Sorella radio. Su intensa actividad radiofónica, que durante largo tiempo la hicieron protagonista de dos comedias semanales, finalizó en 1978.
Entre sus innumerables interpretaciones de teatro radiofónico, que dan una idea de la versatilidad de la actriz, se recuerdan L'uomo che corse dietro ai suoi calzoni de Contri (1935), Don Desiderio disperato de Giovanni Giraud (1940, con dirección de Silvani), Ninna nanna a Gesù de Enrico Pea (1942, con dirección de Guglielmo Morandi), Don Juan de Molière (1942, dirigida por Nino Meloni), Fedra de Jean Racine (dirección de Masserano Taricco, 1947), Una visita (1947), el drama radiofónico I fiori tu non devi coglierli de Tyrone Guthrie (1953, dirigido por Anton Giulio Majano), Ciao albero de Aldo Nicolaj (dirección de Marco Visconti, 1958), la novela policíaca de Agatha Christie Chiamata personale per il signor Brent (1959, dirección de Benedetto) y Mogli e figlie de Elizabeth Gaskell, en 15 episodios dirigidos por Di Stefano en 1974. Memorable fue su interpretación del monólogo La voce umana de Jean Cocteau.
En sus últimos años de vida, Bonora se dedicó a la parapsicología y al espiritismo, describiendo sus experiencias extrasensoriales en el libro Con amore per amore: testimonianza al Cerchio Firenze 77 (1981).
Nella Maria Bonora falleció en Florencia, Italia, en 1990.

## Filmografía
- La lanterna del diavolo, de Carlo Campogalliani (1931)
- L'ultima avventura, de Mario Camerini (1931)
- La vecchia signora, de Amleto Palermi (1932)
- L'avvocato difensore, de Gero Zambuto
- La marcia nuziale, de Mario Bonnard (1934)
- Un bacio a fior d'acqua, de Giuseppe Guarino (1936)
- I due sergenti, de Enrico Guazzoni (1936)
- Il fu Mattia Pascal, de Pierre Chenal (1937)
- I due misantropi, de Amleto Palermi (1937)
- Ecco la radio!, de Giacomo Gentilomo (1940)

## Actuaciones radiofónicas
- EIAR
- Musica di foglie morte, de Pier Maria Rosso di San Secondo, dirección de Aldo Silvani,  12 de noviembre de 1939.
- La ballata del grande invalido, de Ernesto Gaballo, con Romano Calò, Nella Maria Bonora y Giovanni Cimara, dirección de Aldo Silvani, 15 de noviembre de 1939.
- Un orologio si è fermato, de Edoardo Anton, con Nella Maria Bonora, Wanda Tettoni y Giovanni Cimara, dirección de Alberto Casella, 2 de febrero de 1941.

- RAI
- Cose che accadono solo nei libri, de Thornton Wilder, dirección de Anton Giulio Majano, 4 de diciembre de 1945.
- Il vento notturno, de Ugo Betti, dirección de Anton Giulio Majano, 2 de marzo de 1946.
- La maschera e il volto, de Luigi Chiarelli, dirección de Pietro Masserano Taricco, 13 de mayo de 1946.
- Angeli e colori, de Carlo Linati, con Salvo Randone, Nella Maria Bonora y Nino Manfredi, música de Arrigo Pedrollo, dirección de Pietro Masserano Taricco, 18 de mayo de 1950.
- L'uomo della luce, de Ezio D'Errico, con Nella Maria Bonora, Adolfo Geri y Angelo Calabrese, dirección de Guglielmo Morandi, 22 de mayo de 1950.
- La voce umana, de Jean Cocteau, dirección de Pietro Masserano Taricco, 23 de mayo de 1950.
- La bugiarda meravigliosa, de Gian Francesco Luzi, dirección de Anton Giulio Majano, 25 de mayo de 1950.
- L'abito verde, de Robert de Flers y Gaston Arman de Caillave, dirección de Guglielmo Morandi, 7 de junio de 1950.
- Hyacinth Halvey, de Lady Gregory, dirección de Umberto Benedetto, 2 de mayo de 1958.